# Ryōhei Shirasaki
Ryōhei Shirasaki (jap. 白崎 凌兵 Shirasaki Ryōhei; ur. 18 maja 1993) – japoński piłkarz występujący na pozycji napastnika. Obecnie występuje w Shimizu S-Pulse.

## Kariera klubowa
Od 2012 roku występował w klubach Shimizu S-Pulse i Kataller Toyama.